# 孟逵
孟逵（1460年—？），字道亨，順天府薊州玉田縣人，民籍，明朝政治人物。

## 生平
順天府鄉試第八名舉人。成化二十三年（1487年）中式丁未科會試第二百七名，二甲第六十六名進士。歷官刑部员外郎，弘治九年（1496年）五月升陕西按察司佥事，丁憂服闋，十四年七月復除原职，十二月考察去職。

## 家族
曾祖孟得元；祖父孟三公；父孟詵，母孫氏；繼母王氏。慈侍下。兄孟達。